# راوي (مجلة)
راوي مجلة تراث مصرية تصدر سنوياً تُعنى بالتاريخ والتراث المصري- في كافة فروعه وعصوره. تتيح للقارئ معلومات موثقة من خلال مقالات مصورة يقوم على كتابتها محررون متخصصون في التاريخ والآثار والعمارة والفن ومجالات أخرى.
تأسست راوي عام 2010، تصدر باللغتين الإنجليزية والعربية، وتُنشر مرة واحدة بالعام. تُقدم إصداراتها نظرة عامة موسوعية حول موضوع محدد من تاريخ مصر، بدءاً من الفن والمجوهرات إلى السينما والمطبخ وتمتد من تاريخ مصر القديم إلى منتصف القرن العشرين.

## تأسيسها

شارة تذكارية مصممة للاحتفال بالذكرى العاشرة لراوي في نوفمبر 2019.

الناشر والمحرر لمجلة راوي هي ياسمين الضرغامي، مدرس ثقافة بصرية بالجامعة الأمريكية بالقاهرة، قامت ياسمين بإطلاق راوي كمنشور غير هادف للربح في نوفمبر 2010. ومنذ ذلك الحين، تعمل ياسمين الضرغامي على نشر الثقافة والتوعية حول التراث والتاريخ المصري، من خلال راوي ويحتوي المنشور على صور ومعلومات ومدعوم مادياً بدرجة كبيرة ليكون في متناول الجميع. قبل الراوي، أسست ياسمين الضرغامي مجلة مشابهة باسم تراث مصر.
تتمثل فلسفة راوي في النشر في توفير مطبوعات ثرية بصريًا، مسلية وملهمة، ولكن بتكلفة ميسورة. حتى العدد السادس، تمثلت إستراتيجية تلك الأعداد في الاحتفاظ براوي كمطبوعة “سهلة الفهم” فيما يتعلق بالمحتوى حتى لا يهاب القارئ غير المتخصص اقتناء نسخة منها.

## إصدارات

### الأعداد 1-5

راوي إصدار 2011

«ينقسم التاريخ المصري غالبًا إلى العصور: الفرعوني، اليوناني، القبطي، الإسلامي. وما تفشل هذه الانقسامات في نقله هو تيارات الاستمرارية القوية التي تربط القديم بالحديث». [جمال الغيطاني راوي العدد 1- 2010]. 
تضمنت الإصدارات الخمس الأولى مجموعة من المقالات حول التراث المادي وغير المادي، الذي يمتد لأكثر من 7000 عام. كما أن راوي تحدثت عن أحداث 25 يناير 2011 بتغطية أعمال النهب والانتهاكات التي طالت المتاحف والمواقع التراثية المصرية، تصدر غلاف المجلة أيقونة تعبر عن الوضع المأساوي للتراث المصري المهدد حينها.

### الإصدارات الموضوعية

#### العدد 6 - مصر القبطية
معظم الطبعة السادسة كانت عن الفن والثقافة القبطية كرد مباشر على موجة الهجمات على الكنائس التي حدثت خلال عام 2013. كان لهذا العدد صيغة موضوعية.

#### العدد السابع - خمسة آلاف سنة من الحليّ والزينة
غالبًا ما يتم التقليل من أهمية قطع المجوهرات التقليدية: والتي يمكن أن تكشف عن تاريخ الثقافة من خلال زخارفها، وتقاليد المجتمع من خلال استخدامها، والحالة الاقتصادية حينها من خلال المادة المصنوع منها المجوهرات، والهويات المتغيرة من خلال تطورها الأسلوبي، وحتى أكبر مخاوف الناس من خلال تعويذتها. لذلك اتجهت النسخة السابعة إلى توثيق اختفاء المجوهرات من التقاليد المحلية التي كانت تكشف لنا عن تاريخ عصر صناعتها.

#### العدد الثامن- الفن المصرى الحديث 1900-1970
العدد الثامن، يعتبر أول طبعة موسوعية وقدم لمحة عامة عن الفن المصري من عام 1900م إلى سبعينيات القرن الماضي، حيث تتحدث كل مقالة عن جانب معين من الفن المصري المعاصر. وإضافة جدول زمني شامل للفن المعاص، ويسلط الضوء على الأحداث الرئيسية خلال هذه الفترة ويربط كل الأحداث معًا. ورغم أن اهتمام المجلة بتوثيق تاريخ مصر إلا أنها قررت تقديم هذا العدد عن تاريخ الفن التشكيلى، ربما لأن الفن جزء من سجل التاريخ يكشف الجزء الخفى في حياة الشعوب.
ويعتبر العدد الثامن من أكثر الكتب مبيعًا، وتلقى ردود الأفعال إيجابية من كل من المتخصصين والقراء العاديين لجودة العمل في موضوع الفن المصري الحديث الذي لم يتم بحثه جيدًا من قبل، وغالبًا ما يتم تضمينه في المناهج الدراسية للدورات الجامعية التي تتناول الفن المصري الحديث. قدم هذا العدد تسلسلا زمنيا لتاريخ الفن التشكيلى أصبح مصدرا للدارسين في هذا المجال، خاصة مع نقص المعلومات المتوفرة عن تاريخ الفن التشكيلى، والذى كان دافعاً لفريق عمل «راوى» لإصدار هذا العدد.

#### العدد التاسع- الطبعة السينمائية
تناولت النسخة السينمائية تاريخ صناعة السينما المصرية- التي تحظى بشعبية كبيرة ومؤثرة- السينما المصرية رائدة في المنطقة العربية. وتعود بدايات السينما المصرية إلى عام 1896، أي بعد أشهر قليلة من أول عرض تجاري لأول صورة متحركة في باريس عام 1895.
كشف البحث عن العديد من المعلومات والصور النادرة للشخصيات التي تقف خلف الكاميرا وأمامها والتي كانت القوى الدافعة التي شكلت المراحل والانتقالات المختلفة لهذه الصناعة على مدار القرن العشرين. وضح هذا العدد مفصلاَ الجدول الزمني في صناعة السينما المصرية منذ الأيام الأولى عندما عُرض الفيلم الأول في عام 1896 حتى الثمانينيات.

#### العدد العاشر- تاريخ الطهي في مصر
طبعة الإحتفالية العاشرة تناولت ما كان المصريون يأكلونه ويشربونه على مدار السبعة آلاف عام الماضية. وقادت هذه الطبعة كضيفة محررة العدد الأول لمجلة راوي الحاصلة على الدكتوراه: منة الله الدري، عالمة مصريات المتخصصة في مجال الغذاء والنباتات. تناول هذا العدد أصول الطعام والشراب في مصر من مئات أنواع الخبز في مصر القديمة، إلى المشروبات الغازية من العصر المملوكي، والوصفات الغنية المحفوظة والمتوارثة لدى العائلات النبيلة في القرن التاسع عشر وأوائل القرن العشرين. حيث يغطي 7000 عام من التاريخ المطبخي، ويتضمن ملحقًا من الوصفات عبر العصور، والتي طورها بعض أبرز الطهاة الشباب بمصر.
وخلال الاحتفال بالعام العاشر لراوي وإصدار العدد الخاص بتاريخ الطهي. تم تقديم بعض الأطعمة المستوحاة من وصفات قديمة خلال حفل الاستقبال، فصار بإمكان الحضور التعرف على مذاق أطباق مختلفة من أيام الفراعنة أو من القرن الرابع عشر أو الثامن عشر، مع تعريف بسيط لتاريخ كل أكلة ومكوناتها.

## النشر والتوزيع
تُنشر راوي في مصر إلا أنه يتم بيعها في مكتبةالمتحف البريطاني. وقامت بإقتنائها مكتبة الكونغرس، مكتبة جامعة هارفارد وجامعة ييل ومكتبة ستانفورد.